# Kalltal und Nebentäler
Koordinaten: 50° 40′ 52″ N, 6° 23′ 40″ O
Das Naturschutzgebiet Kalltal und Nebentäler liegt auf dem Gebiet der Stadt Nideggen im Kreis Düren in Nordrhein-Westfalen.
Das aus drei Teilflächen bestehende Gebiet erstreckt sich südwestlich der Kernstadt Nideggen und östlich von Simonskall, einem Ortsteil der Gemeinde Hürtgenwald, entlang der Kall und Nebentälern der Kall.

## Bedeutung
Das etwa 138,6 ha große Gebiet wurde im Jahr 1998 unter der Schlüsselnummer DN-046 unter Naturschutz gestellt. Schutzziel ist die Erhaltung und Entwicklung naturnaher Fließgewässerabschnitte mit begleitendem Erlen-Auwald, Feuchtgrünland und Quellen.